# Convair CV-240
Convair CV-240 je americký dvoumotorový dolnoplošný dopravní letoun se zatahovacím příďovým podvozkem a kapacitou 40 cestujících. Společnost Convair ho vyráběla od roku 1947 do roku 1954, zpočátku jako možnou náhradu za všudypřítomné letouny Douglas DC-3. Představoval modernější konstrukci s přetlakovou kabinou, přičemž byl letoun dále vyvíjen, čímž vznikly různé civilní a vojenské varianty. Ještě v 21. století stále létají různé varianty těchto letounů.

## Vznik a vývoj

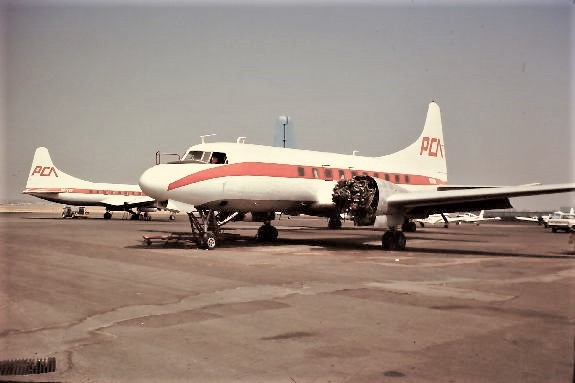
Convair CV-240 (N91237), Pacific Coast Airlines

V roce 1945, po ukončení druhé světové války, se firma Convair (Consolidated-Vultee Aircraft Corp.) zaměřila také na produkci civilních dopravních letounů. Podněcována leteckou společností American Airlines zahájila vývoj dvoumotorového letounu s kapacitou 30 cestujících, určeného jako náhrada DC-3 na vnitrostátních amerických linkách. Prototyp CV-110 poháněný dvojicí motorů Pratt & Whitney R-2800-CA-11 po 1534 kW byl zalétán v roce 1946, avšak zcela zklamal.
Convair nedostatky napravil a 16. března 1947 zalétal zdokonalený prototyp CV-240 Convair Liner s přetlakovým trupem pro 40 pasažérů s kabinou pro 3 až 4 členy posádky. Pohon zajišťovaly dva dvouhvězdicové osmnáctiválce Pratt & Whitney R-2800-CA-18 po 1764 kW. Jejich výfukové potrubí bylo svedeno do ejektorové trubice, kde se mísily se vzduchem v poměru 5:1. Tato směs unikala vzad tryskou, která vyvíjela statický tah zrychlující stroj až o 19 km/h. Štíhlé křídlo bylo vybaveno prostředky pro zkrácení vzletu a přistání, jehož vnější části byly vybaveny integrálními palivovými nádržemi. Podle přání zákazníka se vstupní dveře do kabiny montovaly buď před křídlo, nebo za ně. Obvykle se otevíraly nahoru, přičemž ze spodní části otvoru se sklopilo schodiště, takže letoun nebyl závislý na pozemním vybavení. Celkem bylo vyrobeno 176 civilních CV-240.
Slabinou CV-240 se v provozu ukázal vzlet na výše položených letištích, na vnitrostátních linkách USA zejména v Denveru a Cheyenne v předhůří Skalnatých hor. Především dopravci Braniff a UAL požadovaly u Convairu napravení tohoto nedostatku. Dne 5. října 1951 byl zalétán první CV-340 odpovídající těmto požadavkům. Kombinoval větší křídlo s výkonnějšími výškovými pohonnými jednotkami R-2800-CB-16 o výkonu po 1784 kW. Do prodlouženého trupu o 1,4 m se nyní vešlo 44 sedadel.
V době výroby CV-340 začaly na americký trh pronikat britské konkurenční turbovrtulové letouny Vickers Viscount. Společnost Convair se proto pokoušela o adaptaci draku pro turbovrtulové motory Rolls-Royce Dart, avšak bez úspěchu.
Odpovědí na konkurenci Viscountu firmou Convair se stal až CV-440 Metropolitan vybavený radarem, zalétaný 6. října 1955. Tvarově a technologicky shodná verze s CV-340 měla instalované motory R-2800-CB-17 po 1837 kW a podstatně účinnější zvukovou izolaci kabiny, jejíž kapacita se zvětšila až na 52 sedadel pro cestující. První sériový letoun z celkového počtu 186 civilních Metropolitanů byl dodán v prosinci. Některé další byly upraveny na tento standard z CV-340.

## Varianty

### Civilní

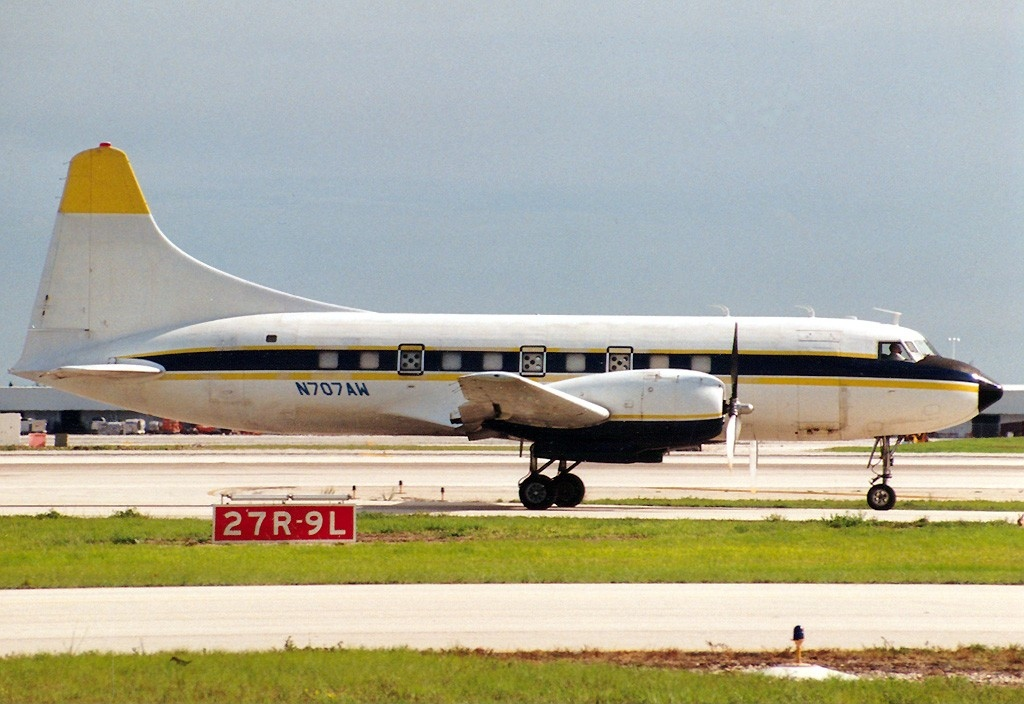
Convair CV-240 (N707AW) společnosti Eagle Wings

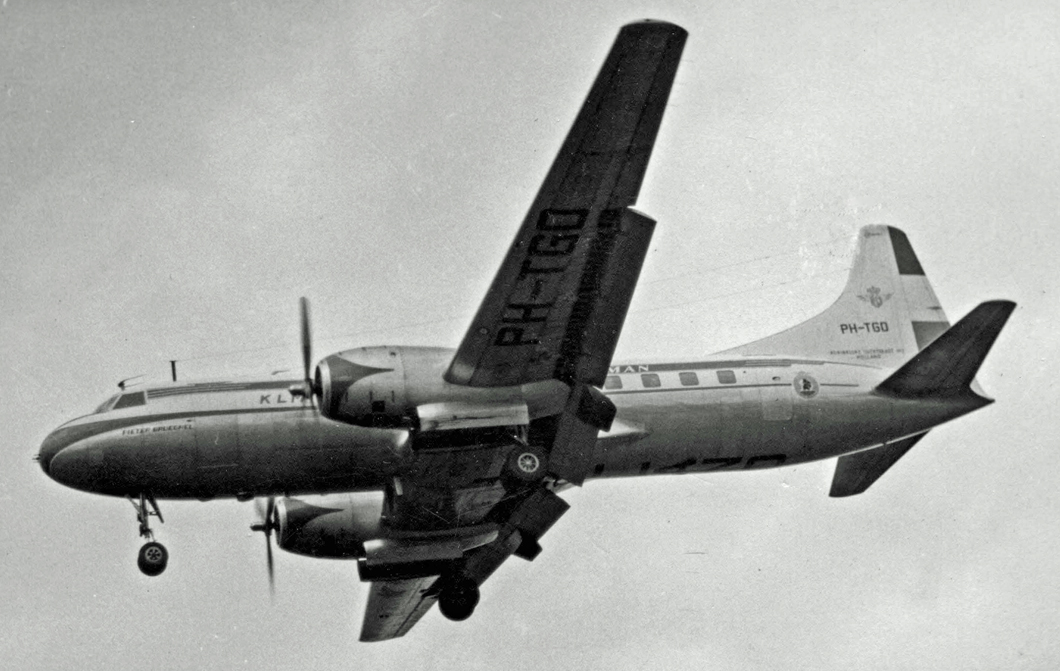
Convair CV-340-48 (PH-TGD, „Pieter Breughel“) dopravce KLM přistává na letišti v Manchesteru

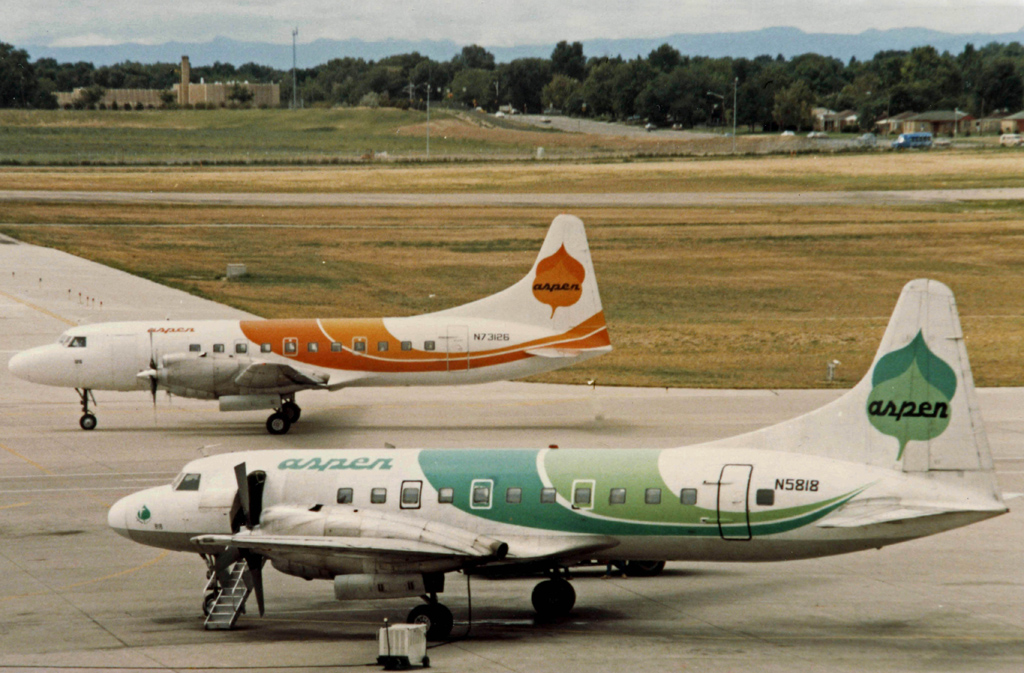
Dva letouny Convair 580 společnosti Aspen Airways na letišti Stapleton v Denveru v roce 1986

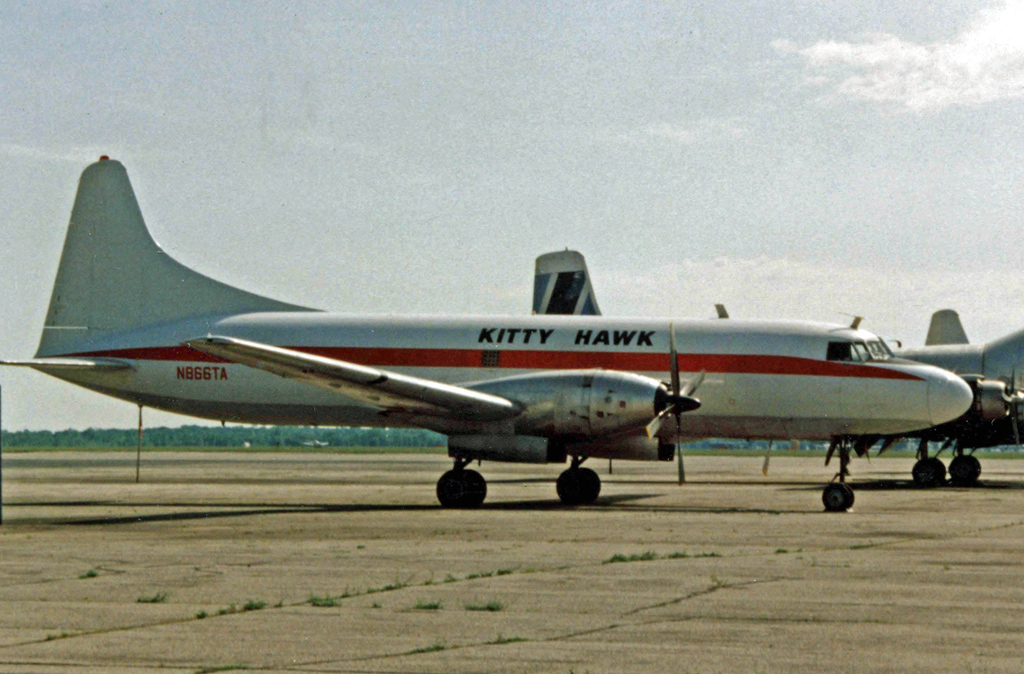
Nákladní Convair 640F s motory Rolls-Royce Dart

Convair Model 110
Nepřetlakovaný prototyp s 30 místy pro cestující. 89 ft (27,13 m) rozpětí, 71 ft (21,64 m) délka, poháněný dvěma motory Pratt & Whitney R-2800-SC13G o výkonu 2 100 hp (1 567 kW). Vyroben jeden.
Convair CV-240
Počáteční produkční verze se 40 místy pro cestující a přetlakovanou kabinou. Poháněný dvěma motory Pratt & Whitney R-2800 o výkonu 2 400 hp (1 800 kW). Vyrobeno 176 letadel (mimo vojenské derivace).
Convair CV-240-21 Turboliner
Coverze poháněná turbovrtulovým motorem Allison T38. Stala se prvním turbovrtulovým letadlem ve Spojených státech (29. prosince, 1950), ale problémy s motory vedly k ukončení vývoje. Před přestavbou zpět na pístový letoun byl používán k testům.
Convair CV-300
Přestavba z letounů Convair CV-240 s dvěma motory R-2800 CB-17 a vstupním ústrojím z modelu CV-340.
Convair CV-340
Verze pro United Airlines a další včetně KLM, CV-340 byl prodloužený CV-240 pro další 4 místa. Rozpětí křídel bylo zvětšeno pro lepší výkony ve vyšších nadmořských výškách. CV-340 u United nahradily letouny DC-3. Mnoho strojů CV-340 bylo přestavěno na standard CV-440.
Convair CV-440 Metropolitan
CV-340 se lepší zvukovou izolací a možností radaru na počasí. Maximální hmotnost vzrostla na 49 700 lb (22 500 kg). Nárůst míst pro až 52 byl usnadněn výměnou zavazadlového prostoru se dvěma dalšími řadami sedadel, což bylo označeno přidáním zvláštního okna kabiny. Tuto možnost využilo několik leteckých společností, např. Swissair, Lufthansa a SAS. Finnair letoun provozovala mezi lety 1953 a 1980.
Convair CV-540
Přestavba z letounů Convair CV-340 s dvěma turbovrtulovými motory Napier Eland místo pístových. Šest letounů s motory Napier pro Allegheny Airlines. Cena za přestavbu jednoho letadla byla £160 000. 12 letounů vyrobeno jako nové firmou Canadair pro RCAF jako CC-109 v roce 1960 za £436 000 za jeden letoun. První let 9. února 1955. Když Rolls Royce koupil společnost Napier, byl program Eland ukončen a letouny Allegheny přestavěny zpět na pístové, ale později přestavěny na verzi Convair 580 s turbovrtulovými motory Allison.
Convair CV-580
Přestavba z letounů Convair CV-340 (Convair 340 s motory Allison) nebo CV-440 s dvěma turbovrtulovými motory Allison 501 D13D/H s čtyřlistými vrtulemi, namísto třílistých jako u pístových motorů, s větší vertikální ocasní plochou a upraveným horizontálním stabilizátorem. Přestavby provedla firma Pacific Airmotive s firmou Allison Engine Company. Cena za přestavbu jednoho letounu činila £175 000 a zabrala 60 dní. CV-580 sloužil u původních Frontier Airlines (1950-1986), Allegheny Airlines, a North Central Airlines po mnoho let a byl také prvním typem u společnosti American Eagle a také American Airlines, se kterou letouny sdílela codeshare. General Motors Air Transport (GMATs) také používala stroje CV-580's na jejich interní leteckou kyvadlovou dopravu, která probíhala podle potřeby mezi letištěm Detroit Metro, Daytonem v Ohiu, Andersonem v Indianě a dalšími místy.
Convair CV-580 Airtanker
Požární letoun
Convair CV-600
Přestavba z letounu Convair 240 s turbovrtulovými motory Rolls-Royce Dart se čtyřlistými vrtulemi, místo třílistých u pístových motorů. Přestavbu na CV-600 provedla firma Convair. CV-600 poprvé letěl u Central Airlines 30. listopadu 1965 a také sloužil u Trans-Texas Airways (TTa) a následníka Texas International Airlines po mnoho let. Letouny CV-600, které létaly u Air Metro Airways byly nakonfigurovány na 40 cestujících. V roce 2012 byl poslední Convair CV-600 (Rhoades Aviation) vyřazen z provozu.
Convair CV-640
Přestavba z letounů Convair CV-340 nebo -440 s turbovrtulovými motory Rolls-Royce Dart a opět čtyřlistými vrtulemi. Přestavby provedl Convair. V roce 2012 bylo ve službě 7 letounů Convair CV-640 u Rhoades Aviation (jeden) a C&M Airways (zbylých šest).
Convair CV-5800

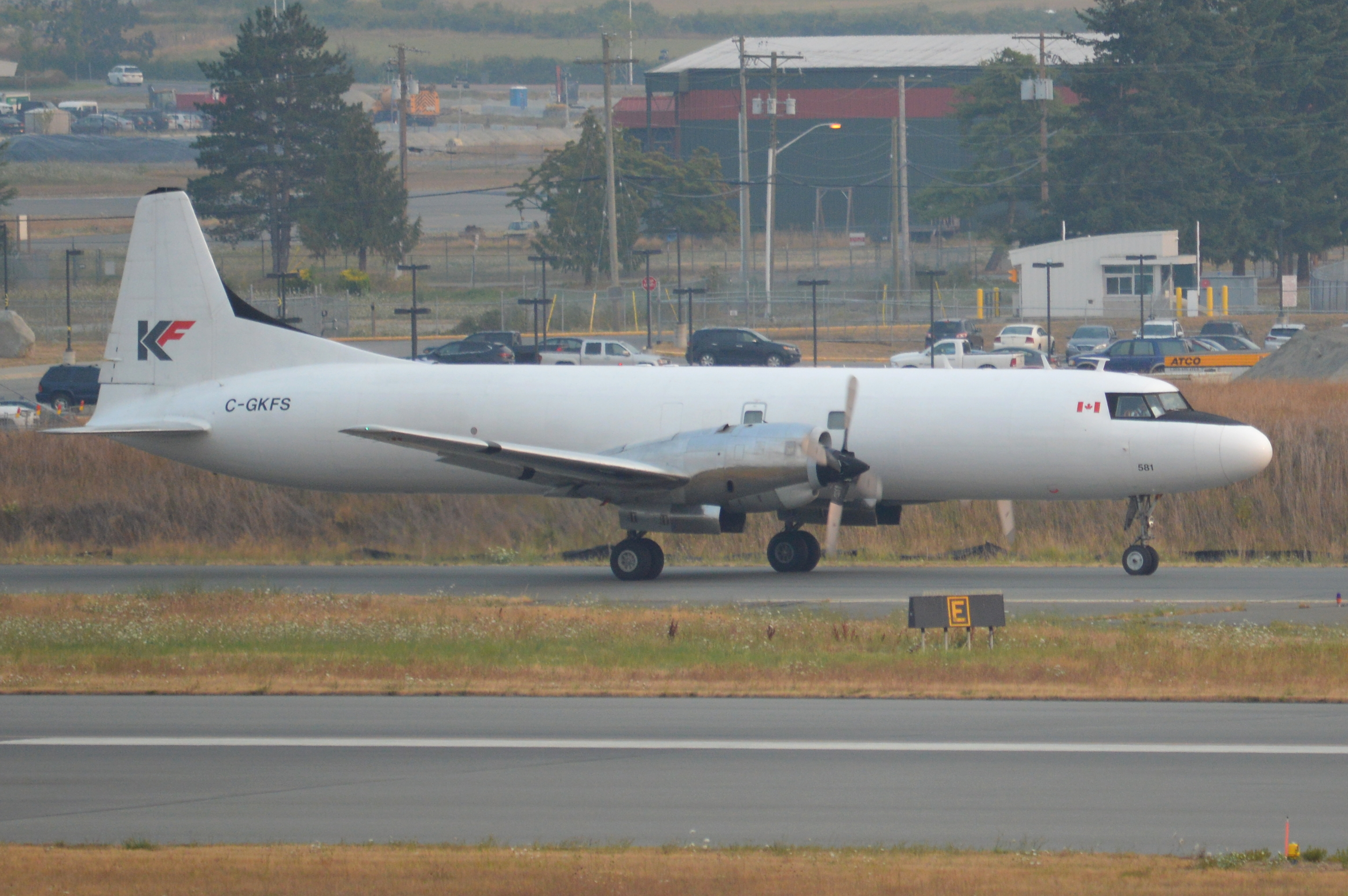
Nákladní Convair CV-5800

Prodloužený Convair CV-5800 IFL Group
Přestavba z bývalých letounů C-131F Samaritan amerického námořnictva společností Kelowna Flightcraft Ltd. (KF Aerospace od roku 2015) v Kanadě. CV-5800 je prodloužený C-131F Samaritan o 16 ft 7 in (4,98 m) s původní ocasní plochou namísto zvětšené jako u modelu CV-580. Tyto přestavěné letouny měly noví nákladní dveře, digitální avioniku se systémem EFIS a motory Allison 501-D22G místo původních R-2800. Prototyp této přestavby poprvé vzlétla 11. února 1992; typový certifikát byl získán 11. prosince 1993. Celkem vzniklo šest letounů (konstrukční čísla 276 až 279, 309, 343) a většinou ve službě u Contract Air Cargo (později IFL Group); jeden používán Air Freight NZ byl poté vrácen KF Aerospace k provozu ve vlastní flotile.
Allison Turbine ATF 580S Turbo Flagship
Prodloužená přestavba Convairliner.

### Vojenské

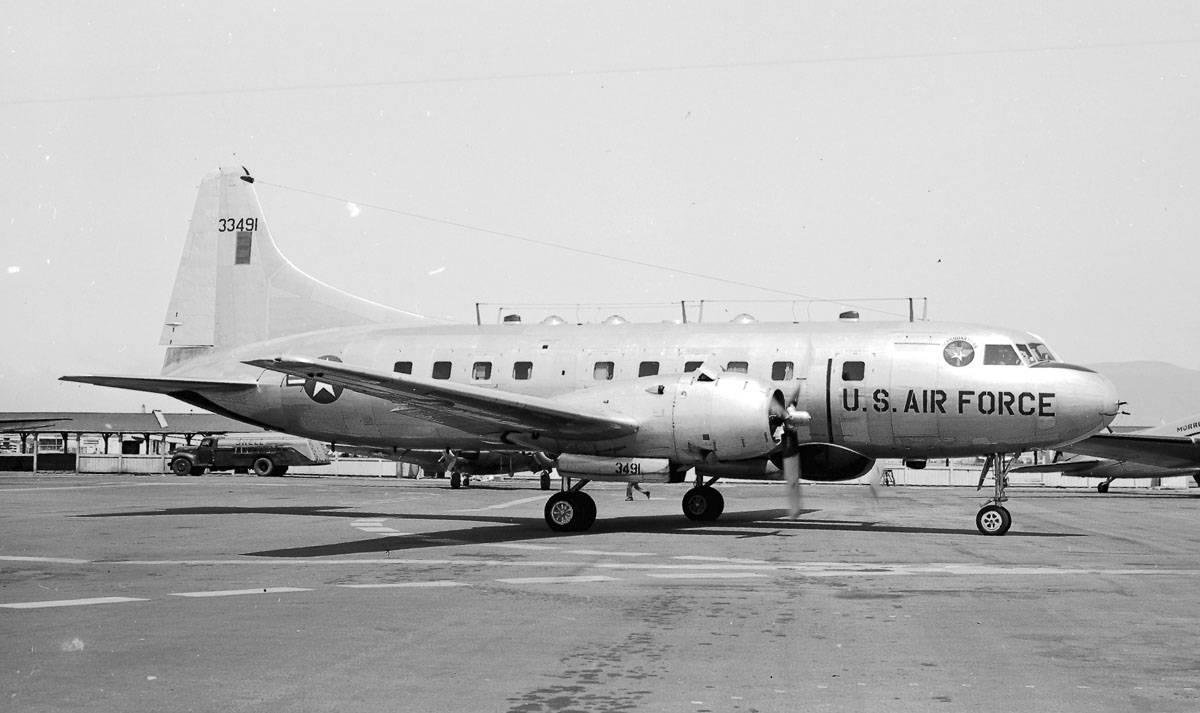
Cvičná vojenská varianta Convair T-29C Navigation Trainer, USAF

USAF nakoupilo celkem 472 linkových strojů série CV-240, 340 a 440 v devíti různých verzích. Letounem určeným pouze k přepravě nákladu i osob byl typ C-131 Samaritan, modifikovaný z 26 letounů CV-240 se dvěma hvězdicovými motory R-2800-9W o výkonu po 1864 kW a se sedadly pro 37 cestujících, nebo 27 lůžek pro pacienty a zdravotnický personál.
Dále vznikl z 36 strojů CV-230/340 typ C-131B s motory R-2800-99W, nebo -103W pro 48 pasažérů, který byl využíván i pro elektronický průzkum. Z 27 CV-340 byl upraven C-131D pro 44 cestujících s instalovanými pohonnými jednotkami R-2800-52W.
Toto označení neslo také 6 kusů militarizovaných CV-440. Mimoto převzalo USAF několik letounů R4Y od US Navy s označením C-131G. Štábní dopravní variantu VC-131 se zdokonalenou zvukovou izolací doplňovaly dva stroje VC-131H s turbovrtulovými motory Allison T56-A-9 o výkonu po 2796 kW.

## Služba

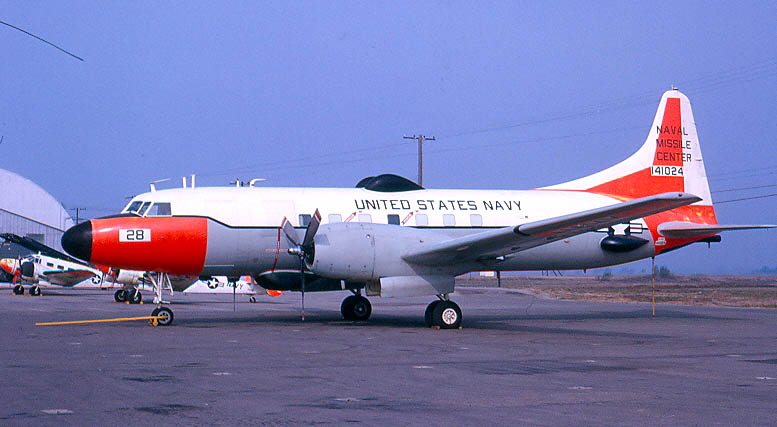
Convair C-131F (141024), US Navy

Iniciátor vzniku CV-240, přepravce American Airlines, nejprve objednal stokusovou sérii, kterou však snížil na 75 exemplářů. Letouny byly na linky uvedeny 1. června 1948 především na spádových tratích, přivádějících cestující k hlavním spojům obsazených čtyřmotorovými dopravními letouny. Druhým zákazníkem se 1. září 1948 staly aerolinky Western Airlines následované Pan American World Airways, UAL a argentinská FAMA. V Evropě létaly CV-240 u společností KLM Royal Dutch Airlines, Sabena a LOT.
Prvním zákazníkem CV-340 se 28. března 1952 staly aerolinky UAL, ale jako první je na své tratě uvedl 1. listopadu 1952 Braniff (UAL až 16. listopadu). V Evropě byly zakoupeny přepravci Finnair, Linjeflyg a Lufthansa.
CV-440 zahájily provoz v dubnu 1956 u Continental Airlines, v Evropě je mimo jiné užívaly Swissair, Scandinavian Airlines, Sabena, Luthansa a Iberia.

## Specifikace (CV-240)

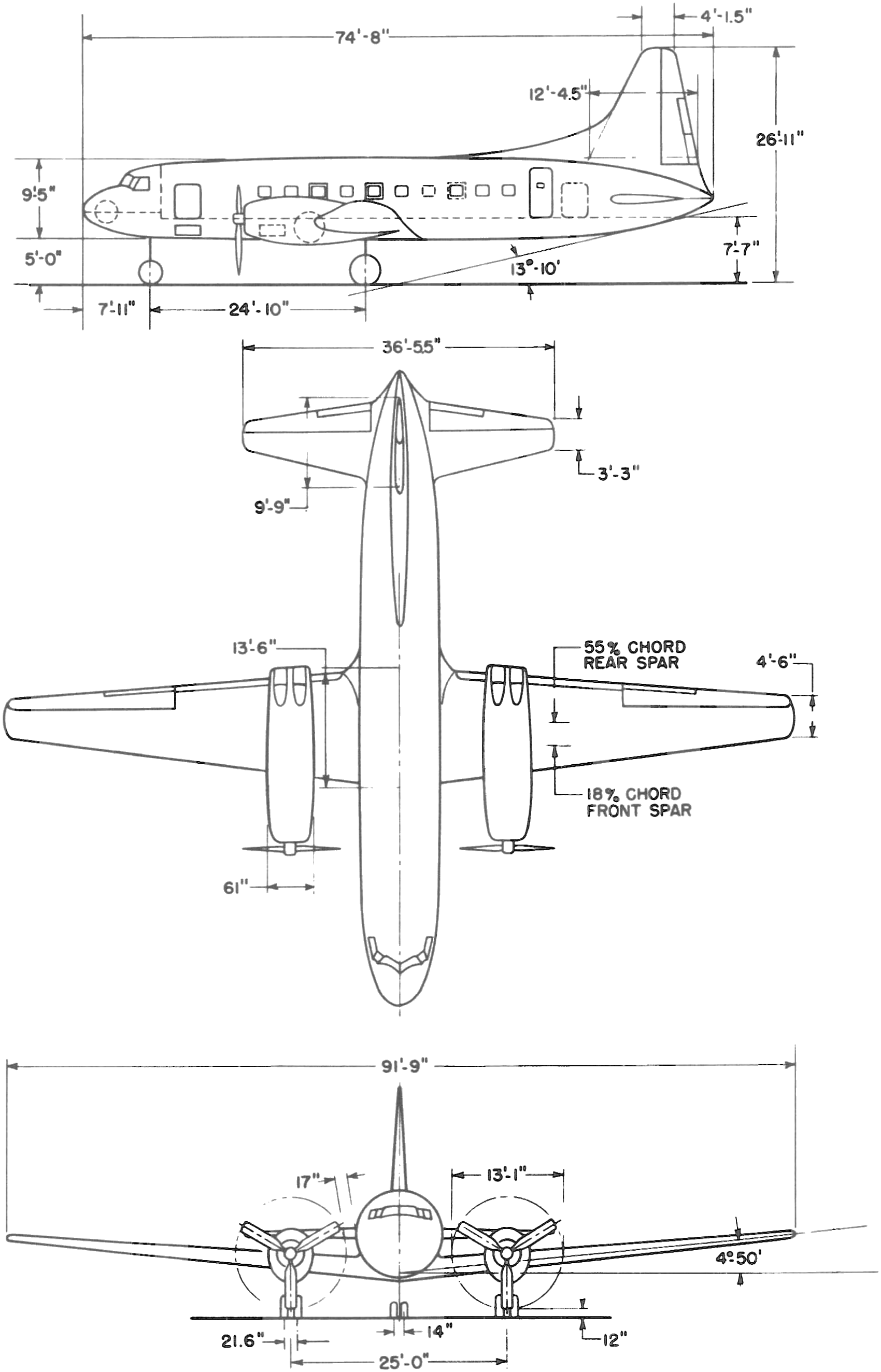
Třípohledový nákres CV-240

zdroj

### Technické údaje
- Osádka: 2 nebo 3
- Kapacita: 40 cestujících
- Rozpětí: 27,98 m
- Délka: 22,77 m
- Nosná plocha: 75,90 m²
- Hmotnost: 11 986 kg
- Vzletová hmotnost: 18 387 kg
- Pohonná jednotka: 2 × hvězdicový motor Pratt & Whitney R-2800-CA3 Double Wasp / CA15 / CA18 / CB3 nebo CB16, každý o výkonu 2 400 k (1 800 kW)

### Výkony
- Maximální rychlost: 538 km/h
- Cestovní rychlost: 432 km/h
- Stoupavost u země: 6,1 m/s
- Dostup: 9 150 m
- Dolet: 2 880 km